# Teddy Brunius
Jan Axel Teodor (Teddy) Brunius, född 16 mars 1922 på Lidingö, död 2 juni 2011 i Helga Trefaldighets församling, Uppsala, var en svensk idéhistoriker och konsthistoriker.

## Biografi
Brunius blev filosofie doktor vid Uppsala universitet 1952 med doktorsavhandlingen David Hume on Criticism. Han var först docent i estetik i Uppsala och därefter professor i konsthistoria vid Köpenhamns universitet 1973–1992 efter Else Kai Sass, och efterträddes i sin tur av Øystein Hjort. Före tiden i Köpenhamn var han periodvis verksam som professor i filosofi vid State University of New York 1969–1973. 
Brunius specialområde var estetik och filosofi, och hans konsthistoriska intresse var bland annat riktat mot opkonst. Utöver avhandlingar om bland andra David Hume, Alexis de Tocqueville och G.E. Moore har han skrivit grundläggande läroböcker som Elementär estetik (1970) och Estetik förr och nu (1986). Brunius skrev ett stort antal kulturartiklar i ämnena idéhistoria och konsthistoria, framför allt i Upsala Nya Tidning (från 1941).
År 2002 gav Teddy Brunius ut en essäsamling om språket, själen, politik, korruption och annat allmänmänskligt. Titeln på essäsamlingen var Ratatosk.
Han var son till August Brunius och Célie Brunius, dotterson till Per Teodor Cleve samt svärson till Folke Hökerberg. Teddy Brunius är begravd på Uppsala gamla kyrkogård.